# Jolanta Januchta
Jolanta Januchta (* 16. Januar 1955 in Bielsko-Biała) ist eine ehemalige polnische Mittelstreckenläuferin, die sich auf die 800-Meter-Distanz spezialisiert hatte.

## Karriere
1980 siegte sie bei den Halleneuropameisterschaften in Sindelfingen. Bei den Olympischen Spielen kam sie sowohl im Einzelwettbewerb wie auch mit der polnischen Mannschaft in der 4-mal-400-Meter-Staffel auf den sechsten Platz, und beim Leichtathletik-Weltcup 1981 wurde sie Dritte.
1982 gewann sie Bronze bei den Halleneuropameisterschaften in Mailand. Bei den Europameisterschaften in Athen wurde sie Vierte und belegte mit dem polnischen Quartett in der 4-mal-400-Meter-Staffel den siebten Platz. 1983 erreichte sie bei den Weltmeisterschaften in Helsinki das Halbfinale.
Sechsmal wurde sie polnische Meisterin über 800 Meter (1974, 1977–1980, 1983) und zweimal über 1500 Meter (1978, 1983). 1977 und 1982 wurde sie nationale Hallenmeisterin über 800 Meter.

## Persönliche Bestzeiten
- 400 m: 52,53 s, 16. August 1982, Warschau
- 800 m: 1:56,95 min, 11. August 1980, Budapest
  - Halle: 2:00,6 min, 2. März 1980, Sindelfingen
- 1000 m: 2:32,70 min, 19. August 1981, Zürich
- 1500 m: 4:10,68 min, 13. September 1981, Bydgoszcz